# Wilhelmine Brandes
Wilhelmine Brandes, née le 21 mai 1756 à Berlin et morte le 13 juin 1788 à Hambourg, était une compositrice, chanteuse pianiste et actrice.

## Biographie
Minna Brandes était la fille de l'actrice Esther Charlotte Brandes et de Johann Christian Brandes ; elle était en tournée avec ses parents en Europe, se produisant sur scène de bonne heure. Elle étudia avec Hönecke à Weimar, Christoph Transchel à Dresde et pour le chant avec Gertrud Elisabeth Mara et Giovanni Carlo Concialini. Elle épousa Carl Brandes, avec qui elle eut une fille, Minna Reddersen. elle passa ses dernières années à Hamburg. 
Sa voix couvrait trois octaves, elle se produisait dans les cours et les opéras ;  elle a composé pour le piano, et mis en musique des chansons italiennes et allemandes ; ses partitions ont été éditées après sa mort par Friedrich Hoenicke, directeur de la musique du théâtre Beyme de Hambourg.

## Œuvres
- Allegro
- Harvest song, Allegretto
- To the Nightingale, Lento
- Spring Song, Andante
- May Song, Allegretto
- Winter Song, Andante Moderato
- The dream, Adagio
- The old farmer and his son, Andante
- Sigh, Largo
- Cavatine, Larghetto en fa, pour deux cornes, flûte, basson, deux violons, viole, basse, clavecin et soprano
- Duetto pour soprano et orchestre
- Largo pour orchestre